# Offset Ridge
Offset Ridge (englisch für Versetzter Grat) ist ein Gebirgskamm im Osten der westantarktischen Alexander-I.-Insel. Er erstreckt sich ausgehend vom Triton Point zwischen dem Venus- und dem Neptun-Gletscher in westlicher Richtung.
Das britische Directorate of Overseas Surveys kartierte ihn in Zusammenarbeit mit dem United States Geological Survey anhand von Satellitenaufnahmen der NASA. Der Gebirgskamm teilt sich auf halber Strecke in zwei versetzte Grate auf. Dieses griff das UK Antarctic Place-Names Committee 1974 bei der deskriptiven Benennung des Gebirgskamms auf.